# 愛知縣公安委員會
愛知縣公安委員會（日语：／ Aichiiken kō'an-i'inkai */?）是由愛知縣知事所轄，負責管理愛知縣警察的行政委員會，由5名委員組成。

## 委員
- 委員長
  - 天谷昭裕
- 委員
  - 入谷正章（委員長代行）
  - 小澤正俊
  - 中西由里
  - 立花貞司

## 下部組織
- 愛知縣警察

## 外部連結
- 愛知県公安委員会 （页面存档备份，存于）